# William Walker Foulkrod

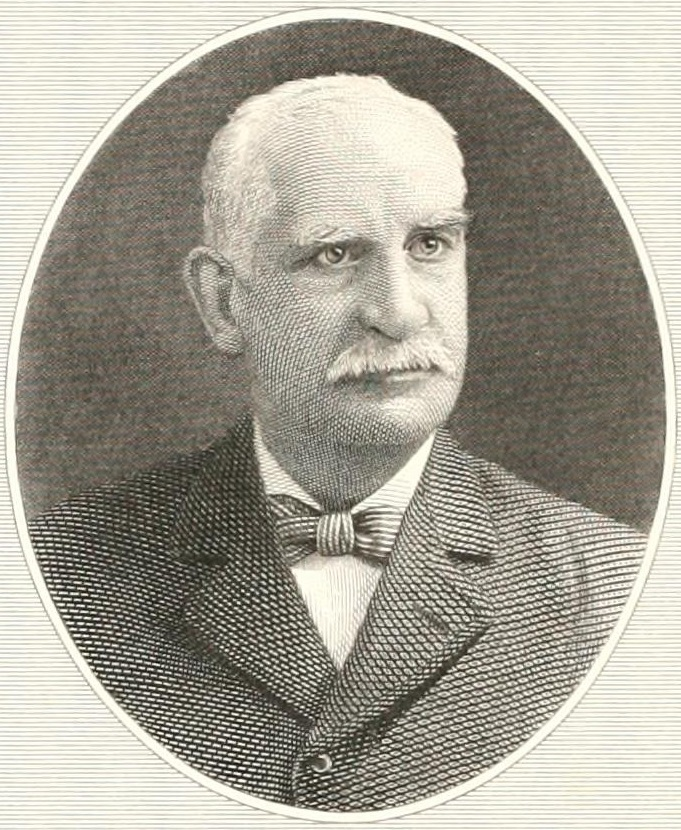
William Walker Foulkrod

William Walker Foulkrod (* 22. November 1846 in Frankford, Pennsylvania; † 13. November 1910 ebenda) war ein US-amerikanischer Politiker. Zwischen 1907 und 1910 vertrat er den Bundesstaat Pennsylvania im US-Repräsentantenhaus.

## Werdegang
William Foulkrod besuchte sowohl öffentliche als auch private Schulen. Danach handelte er mit Textilien (Dry Goods) und stellte Strumpfwaren her. Später wurde er Präsident der Philadelphia Trades League. Außerdem engagierte er sich bei den Planungen zum Ausbau der Schifffahrtsstraße auf dem Delaware River. Politisch wurde er Mitglied der Republikanischen Partei.
Bei den Kongresswahlen des Jahres 1906 wurde Foulkrod im fünften Wahlbezirk von Pennsylvania in das US-Repräsentantenhaus in Washington, D.C. gewählt, wo er am 4. März 1907 die Nachfolge von Edward de Veaux Morrell antrat. Nach einer Wiederwahl konnte er bis zu seinem Tod am 13. November 1910 im Kongress verbleiben. Kurz vor seinem Tod hatte er sich erfolglos um seine Wiederwahl in den Kongress beworben.